# Eosentomon validum
Eosentomon validum är en urinsektsart som beskrevs av Bruno Condé 1961. Eosentomon validum ingår i släktet Eosentomon och familjen trakétrevfotingar. Inga underarter finns listade i Catalogue of Life.